# Regionale raad van Bnei Shimon
De regionale raad van Bnei Shimon (Hebreeuws: מועצה אזורית בני שמעון) is een regionale raad in het noorden van de Negev in Israël. Het grootste gedeelte van de gemeenschappen van deze raad liggen in het noorden van Beër Sjeva. De oostelijke grens van deze raad ligt aan de Groene Lijn.
De regionale raad van Bnei Shimon telt zeven kibboetsen, vier moshaven en twee gewone dorpen.

## Gemeenschappen
| Kibboetsen - Beit Kama - Dvir - Hatzerim - Kramim - Lahav - Mishmar HaNegev - Shoval | Moshaven - Brosh - Nevatim - Taashur - Tidhar | Dorpen - Gvaot Bar - Shomria |

Abu Basma · Alona · al-Batuf · Be'er Tuvia · Beit She'an Vallei · Bnei Shimon · Brenner · Bustan al-Marj · Centraal Arava · Drom HaSharon · Esjkol · Gan Raveh · Gederot · Gezer · Gilboa · Golan · Gush Etzion · Har Hebron · Hefervallei · Hevel Eilot · Hevel Modi'in · Hevel Yavne · Hof Ashkelon · Hof HaCarmel · Hof HaSharon · Jizreëlvallei · Emek HaYarden · Bik'at HaYarden · Lakhish · Lev HaSharon · Lodvallei · Lager Galilea · Ma'ale Yosef · Mateh Asher · Mateh Binyamin · Mateh Yehuda · Megiddo · Megilot · Menashe · Merhavim · Merom HaGalil · Mevo'ot HaHermon · Misgav · Nahal Sorek · Ramat HaNegev · Sha'ar HaNegev · Sdot Negev · Shafir · Shomron · Tamar · Hoger Galilea · Yoav · Zevoeloen